# الانتفاضة في صربيا (1941)
بدأت الانتفاضة في صربيا في يوليو 1941 من قبل الحزب الشيوعي اليوغوسلافي ضد قوات الاحتلال الألمانية ومساعديها الصرب في منطقة إقليم القائد العسكري في صربيا. في البداية، أجرى الثوار اليوغوسلافيون عمليات تحويل وتخريب وهاجموا ممثلي إدارة ميلان أسيموفيتش. في أواخر أغسطس، انضم بعض الشيتنيك إلى الانتفاضة وحرروا لوزنيكا. وسرعان ما وصلت الانتفاضة إلى أبعاد جماهيرية. استولى الثوار والشيتنيك على البلدات التي هجرتها الحاميات الألمانية الضعيفة. وسرعان ما اجتاحت الانتفاضة المسلحة أجزاء كبيرة من الأراضي المحتلة. أنشئت أكبر منطقة محررة في أوروبا المحتلة من قبل الثوار في غرب صربيا، وكانت تُعرف باسم جمهورية أويتسي. تقاسم المتمردون السلطة في الأراضي المحررة، وكان مركز هذه الأراضي في أوزيتشي، وكان مقر الشيتنيك في رافنا جورا.
ومع تقدم الانتفاضة، أصبح الخلاف الأيديولوجي بين الفصيلين أكثر وضوحًا. من ناحية، اعتبرت مفارز شيتنيك نفسها موالية للحكومة الملكية في المنفى وقاتلت من أجل استعادة نظام ما قبل الحرب. على الجانب الآخر، فضل أعضاء جيش التحرير الشعبي ليوغوسلافيا إدخال الاشتراكية وإعادة تنظيم يوغوسلافيا بعد الحرب على أساس فيدرالي. تخلى زعيم شيتنيك دراغوليوب ميهايلوفيتش عن الانتفاضة في أواخر أكتوبر ودخل في مفاوضات مع الحكومة الخائنة والألمان من أجل القضاء على الثوار المنافسين.
سرعان ما جمع الألمان قوة كبيرة وقمعوا الانتفاضة باستخدام الإرهاب الجماعي، لكن عبرت القوات الحزبية المتبقية إلى البوسنة، حيث شكلت اللواء البروليتاري الأول. بعد انهيار الانتفاضة، ساد الهدوء منطقة إقليم القائد العسكري إلى حد كبير حتى عودة الثوار وهجوم بلغراد في النصف الثاني من عام 1944. وفي الوقت نفسه، أصبح الشيتنيك أكثر ترددًا في القتال ضد الألمان، وانخرطوا في العمليات المناهضة للحزبية والتعاون المفتوح. ومع ذلك، تمكن ميهايلوفيتش من ترسيخ نفسه باعتباره الممثل الشرعي الوحيد للحكومة اليوغوسلافية في المنفى، وأمر بأن تقاتل جميع قوات المقاومة تحت قيادته.

## خلفية
اعتقد هتلر أنه مع احتلال يوغوسلافيا تخلص من فكرة الدولة مستقلة. قُسمت مملكة يوغوسلافيا بين ألمانيا النازية وإيطاليا والمجر وبلغاريا، بينما أُعلنت دولة كرواتيا المستقلة في أراضي كرواتيا والبوسنة والهرسك الحالية. نهب المحتلون الممتلكات وأسروا حوالي 350 ألف جندي يوغوسلافي. نُظّم الجزء الأكبر من صربيا في أراضي إقليم القائد العسكري في صربيا، وكان المثال الوحيد للنظام العسكري في أوروبا المحتلة. اختار الألمان ميلان أسيموفيتش رئيسًا للحكومة المندوبية الخائنة.

## الاستعدادات للانتفاضة

### الشيوعيون
بدأت الاستعدادات للانتفاضة من قبل الحزب الشيوعي اليوغوسلافي بعد مشاورات مايو التي عقدت في زغرب في 4 مايو 1941. وشُكلت اللجنة العسكرية للجنة الإقليمية للحزب الشيوعي لصربيا في منتصف مايو. في 13 مايو 1941، أرسل جوزيب بروز تيتو رسالة إلى الكومنترن ذكر فيها أن الشيوعيين اليوغوسلافيين كانوا يستعدون لانتفاضة ستبدأ عندما هاجمت ألمانيا الاتحاد السوفيتي. وصلت اللجنة المركزية للحزب الشيوعي اليوغوسلافي إلى بلغراد في أواخر شهر مايو، وكان لذلك أهمية كبيرة في تطور المقاومة. بعد وصولهم، عقدت اللجنة المركزية مؤتمرات مع مسؤولي الحزب المحليين.
بدأ الغزو الألماني للاتحاد السوفيتي في 22 يونيو 1941. قبل الغزو، سحب الألمان غالبية قواتهم من صربيا، تاركين ثلاث فرق ضعيفة في صربيا (فرق المشاة 704 و714 و717) وفرقة ضعيفة واحدة (فرقة المشاة 718) في دولة كرواتيا المستقلة. كانت غالبية هذه الفرق مكونة من جنود كبار السن من النمسا. دمر المتعاطفون الشيوعيون في وزارة الداخلية بقيادة سردان بوديسافليفيتش في حكومة دوشان سيموفيتش، مثل يانكو يانكوفيتش ملفات الشيوعيين الموجودة في أرشيفات الشرطة قبل الحرب. لذلك عندما بدأت الاعتقالات الجماعية للشيوعيين بعد إطلاق عملية بارباروسا، لم يكن هناك سوى القليل من السجلات المتاحة. ثم اعتبر الشيوعيون أن جميع متطلبات الانتفاضة قد استوفيت.
أدى دخول الاتحاد السوفييتي إلى الحرب إلى تعزيز أمل الشعب الصربي، الذي كان ينظر تقليديًا إلى روسيا باعتبارها حامية لصربيا، فضلًا عن التفاؤل بأن الحرب ستنتهي قريبًا. سجل دراغومير يوفانوفيتش أن الجو في الشوارع في 22 يونيو كان مشابهًا للأجواء التي كانت سائدة خلال انقلاب 27 مارس. سحب الفلاحون في ماكفا الأوتاد من أكوام القش خوفًا من أن يتأذى المظليون السوفييت في حال سقطوا عليها. وفي بلغراد، نُشر مراقبون على مبنى مرتفع للإبلاغ عن وصول الطائرات السوفيتية. وتشكل في بانات مجموعات طبية لمساعدة المظليين.